# Charles Lorrain
Charles Louis Fernand Ruault dit Charles Lorrain, né le 2 septembre 1873 à Béziers et mort le 4 janvier 1933 dans le 8e arrondissement de Paris, est un acteur français.

## Biographie
Fils de Pierre Ruault, capitaine de 15e régiment de dragons en garnison dans la ville de Béziers, Charles Lorrain naît le 2 septembre 1873.
À 16 ans, il est apprenti photograveur pour une maison d'édition parisienne qui édite les journaux illustrés : Le chat noir et Le courrier français. Il débute parallèlement au concert dans des monologues et chansonnettes comiques avec parlé mais rêve déjà de faire du théâtre. Cependant, son premier travail lui permet de porter des épreuves aux caricaturistes de l'époque : Alfred Grévin, Caran d'Ache, Willette, Steinlen. Il fréquente ainsi par ce biais le milieu artistique de l'époque, et, se fait introduire par le père de son ami Jack Abeillé au directeur du théâtre Montparnasse qui l'engage pour jouer le mélo, la comédie et l'opérette en 1889.
Il joue quelques rôle mineurs avant d'obtenir un premier rôle marquant : Tête de Buis dans La Porteuse de Pain et enchaîne dans Le Drapeau, Les compagnons de Jéhu, et Turenne, avant de faire une première tournée en Belgique où il montre l'étendue de son talent et de son répertoire. Il ne revient en France qu'en 1892 toujours au théâtre Montparnasse, et continue à se faire connaitre davantage dans  La fille des Chiffonniers, La fille de Madame Angot, Le braconnier du Nid de l'Aigle, Le voyage en Suisse et Le vieux caporal. Ses autres rôles marquants de l'époque sont : Ivan dans Russes et français, Bec salé dans L'Assommoir, Jean Leblanc dans La terre de Feu, le Grand Palôt dans Les Quatre Henri, Magloire dans L'espion de la Reine, Clément Marot dans Le roi s'amuse, ou encore Fouinard dans Le Courrier de Lyon. Son service militaire effectué dans le 6e régiment d'artillerie à Toul interrompt momentanément les succès de sa carrière théâtrale. 
Une fois cette intermède finie, 1897 marque le retour de Charles Lorrain au théâtre Montparnasse avec encore quelques succès à son actif : Le Camelot, Le bâtard rouge, La joueuse d'orgue, Les deux gosses, Le bossu, Le fils Lagardère...
Charles Lorrain poursuit sa carrière au théâtre des nouveautés avec des rôles dans La Petite fonctionnaire, Le sursis, La bande à Léon, Loute, La duchesse des folies bergères, Les sentiers de la vertu, La main passe, et L'ange du foyer. Il crée Les exploits de Montalair au théâtre de la Porte-Saint-Martin et reprend La jeunesse des mousquetaires avant de partir en tournée au Caire avec Jean Coquelin et dans les grandes capitales européennes. A son retour en 1908, il crée Le Passe-partout au théâtre du gymnase et il reprend Claudine à l'école au Parisiana. Il poursuit sa carrière à Lyon puis de nouveau à Paris au théâtre de l'ambigu et également au théâtre de la Porte-Saint-Martin de 1909 à 1914.
Mobilisé dès le début de la grande guerre, il est rapidement réformé. Il part au théâtre Michel de Petrograd où il assiste au début de la révolution russe. Il reprend ses rôles au théâtre de l'ambigu sitôt la guerre terminée. Dans le début des années 1920, il alterne des rôles entre le théâtre de la Porte-Saint-Martin, le théâtre de Paris, et le théâtre de la Potinière.
En parallèle à sa carrière théâtrale, Charles Lorrain participe à de nombreux films jusqu'à sa mort dont notamment Les Surprises du divorce, Madame et son filleul et L'Empereur des pauvres.
Charles Lorrain meurt le 4 janvier 1933 en son domicile, 15 rue de Moscou, dans le 8e arrondissement de Paris des suites d'une grippe qui s'est aggravée en congestion pulmonaire,.  Il est inhumé au Cimetière de Saint Ouen (5e division).

## Théâtre
- 1902 : La Bande à Léon de Tristan Bernard, Théâtre des Nouveautés
- 1902 : La Duchesse des Folies-Bergère de Georges Feydeau, Théâtre des Nouveautés
- 1903 : Les Sentiers de la vertu de Gaston Arman de Caillavet et Robert de Flers, Théâtre des Nouveautés
- 1908 : Le Passe-partout de Georges Thurner, Théâtre du Gymnase
- 1910 : Bagnes d’enfants de Pierre Chaine et André de Lorde d'après Édouard Quet, Théâtre de l'Ambigu-Comique
- 1910 : Les Deux Écoles d'Alfred Capus, Théâtre du Vaudeville
- 1910 : Ces messieurs de Georges Ancey, Théâtre de l'Ambigu-Comique
- 1910 : Le Train de 8 heures 47 de Léo Marchès d'après Georges Courteline, Théâtre de l'Ambigu-Comique
- 1911 : À la nouvelle de Jacques Dhur, Théâtre de l'Ambigu-Comique
- 1912 : Le Mystère de la chambre jaune de Gaston Leroux, Théâtre de l'Ambigu-Comique
- 1912 : La Crise de Paul Bourget et André Beaunier, Théâtre de la Porte-Saint-Martin
- 1913 : Tartarin sur les Alpes de Léo Marchès d'après Alphonse Daudet, Théâtre de la Porte-Saint-Martin
- 1913 : La Saignée de Lucien Descaves et Fernand Nozière, Théâtre de l'Ambigu-Comique
- 1920 : L’Appassionata de Pierre Frondaie, Théâtre de la Porte-Saint-Martin
- 1922 : Les Don Juanes de Jean-José Frappa et Henry Dupuy-Mazuel d'après Marcel Prévost, Théâtre de la Porte-Saint-Martin
- 1930 : Les Dessous de la Robe de Pierre Veber et Alex Madis, Théâtre du Palais-Royal

## Filmographie partielle
- 1908 : L'Assassinat du duc de Guise d’André Calmettes et Charles Le Bargy
- 1909 : La Mort du duc d'Enghien en 1804 d’Albert Capellani
- 1909 : L'Inspecteur des becs de gaz de René Chavance
- 1911 : Une petite femme bien douce  de Georges Denola
- 1911 : La Cabotine de Georges Monca
- 1911 : Les Deux collègues d’Albert Capellani
- 1911 : Pour parier aux courses
- 1911 : La Ruse de Miss Plumcake (À qui l'héritière ?) de Georges Denola
- 1911 : Tout est prêt
- 1911 : Les Trois Amis de Georges Monca : Ludovic
- 1911 : Permission de la journée de Henri Gambart
- 1911 : Pour voir Paris d'Albert Capellani
- 1911 : Le Roman d'une pauvre fille de Gérard Bourgeois
- 1911 : La Note de la blanchisseuse (ou Frisette, blanchisseuse de fin) de Georges Denola
- 1911 : Pour parier aux courses (ou Un heureux tuyau) de Georges Monca
- 1912 : Une femme trop aimante de Georges Denola
- 1912 : La Vocation de Lolo de Georges Monca
- 1912 : Sa majesté Grippemiche de Georges Denola
- 1912 : Les Surprises du divorce de Georges Monca : Chapmpeaux
- 1912 : La Petite Fonctionnaire de Georges Denola : le vicomte de Lambelin
- 1912 : Le Coup de foudre de Georges Monca
- 1912 : La Femme du barbier de Georges Monca : le barbier
- 1912 : Le Chercheur de truffes de Georges Denola
- 1912 : À bas les hommes de Maurice Le Forestier
- 1912 : Le Parapluie
- 1912 : Le Mal de mer de Max Linder : le mari jaloux
- 1912 : Bal costumé de Georges Monca
- 1913 : Le Contrôleur des wagons-lits de Charles Prince
- 1913 : Le Coup de fouet de Georges Monca
- 1913 : Le Roi Koko de Georges Monca
- 1914 : La Femme à papa  de Georges Monca et Charles Prince
- 1914 : Rigadin Cendrillon  de Georges Monca
- 1914 : Rigadin victime de l'amour de Georges Monca
- 1914 : La Famille Boléro de Georges Monca et Charles Prince
- 1914 : Rigadin mauvais ouvrier  de Georges Monca
- 1914 : Sherlock Holmes roulé par Rigadin de Georges Monca
- 1914 : Rigadin et l'Homme qu'il assassina  de Georges Monca
- 1914 : La Rançon de Rigadin de Georges Monca
- 1916 : J'épouse la sœur de ma veuve (Rigadin épouse la sœur de sa veuve) de Georges Monca
- 1917 : L'Escapade de l'ingénue de Gaston Ravel
- 1919 : Les Larmes du pardon de René Leprince et Ferdinand Zecca
- 1919 : Madame et son filleul de Georges Monca et Charles Prince : Lambrisset
- 1920 : Si jamais je te pince !... de Charles Prince : le comte de Saint-Gluten
- 1920 : Chouquette et son as de Georges Monca et Charles Prince (1 350m) – le capitaine Forcalquier de Sisteron
- 1921 : Le Meurtrier de Théodore de Georges Monca et Charles Prince – Théodore
- 1921 : Chichinette et Cie de Henri Desfontaines
- 1922 : L'Empereur des pauvres de René Leprince (en 6 épisodes) : Geny
- 1923 : Le Taxi 313-X-7 de Pierre Colombier : l’élégant
- 1931 : La Chauve-souris de Carl Lamac et Pierre Billon : le juge
- 1931 : Le Costaud des PTT de Jean Bertin et Rudolph Maté : Amédée Toquard
- 1931 : Le Roi du camembert d’Antoine Mourre : le général Froideterre
- 1932 : Le Marchand de sable d’André Hugon : Damboine
- 1932 : Adémaï et la Nation armée, court métrage de Jean de Marguenat
- 1932 : Le Baptême du petit Oscar, court métrage de Jean Dréville
- 1932 : L'École des chauffeurs, court métrage de Joseph Guarino-Glavany
- 1932 : Pan !... Pan !..., court métrage de Georges Lacombe
- 1932 : La Belle Aventure de Roger Le Bon et Reinhold Schünzel : M. Dubois
- 1932 : La Belle Marinière de Harry Lachman
- 1932 : Un rêve blond d’André Daven et Paul Martin : le portier
- 1933 : 14 juillet de René Clair
- 1933 : Les Vingt-huit Jours de Clairette d'André Hugon